# خط طول 165° شرق
خط طول 165° شرق هو أحد خطوط الطول الجغرافية، والتي تمتد من القطب الشمالي الجغرافي إلى القطب الجنوبي الجغرافي، وحسب التحويل الزمني يتقدم خط طول 165° شرق عن خط غرينتش بـ11 ساعة و0 دقائق.

## من القطب إلى القطب
ينطلق خط طول 165° شرق من القطب الشمالي نحو القطب الجنوبي مرورا بالمناطق التي ترد في الجدول التالي:
| الإحداثيات                           | البلد أو الإقليم أو البحر | ملاحظات |
| ------------------------------------ | ------------------------- | --- |
| 90°0′N 165°0′E / 90.000°N 165.000°E  | المحيط المتجمد الشمالي    | |
| 75°8′N 165°0′E / 75.133°N 165.000°E  | بحر سيبيريا الشرقي        | |
| 69°34′N 165°0′E / 69.567°N 165.000°E | روسيا                     | أوكروغ تشوكوتكا الذاتية كراي كامشاتكا — من 64°41′N 165°0′E / 64.683°N 165.000°E                                                                    |
| 59°50′N 165°0′E / 59.833°N 165.000°E | بحر بيرنغ                 | مرورا بشرق جزيرة كاراجينسكي [لغات أخرى]‏, كراي كامشاتكا, روسيا (في 59°2′N 164°44′E / 59.033°N 164.733°E)                                            |
| 55°35′N 165°0′E / 55.583°N 165.000°E | المحيط الهادئ             | مرورا بغرب حلقية بيكيني, جزر مارشال (في 11°35′N 165°12′E / 11.583°N 165.200°E)                                                                     |
| 10°15′S 165°0′E / 10.250°S 165.000°E | بحر المرجان               | |
| 20°42′S 165°0′E / 20.700°S 165.000°E | كاليدونيا الجديدة         | |
| 21°22′S 165°0′E / 21.367°S 165.000°E | بحر المرجان               | |
| 24°56′S 165°0′E / 24.933°S 165.000°E | المحيط الهادئ             | |
| 60°0′S 165°0′E / 60.000°S 165.000°E  | المحيط الجنوبي            | مرورا بشرق جزيرة ستورج [لغات أخرى]‏, جزر باليني، المطالب الإقليمية بالقارة القطبية الجنوبية by نيوزيلندا (في 67°33′S 164°49′E / 67.550°S 164.817°E) |
| 70°36′S 165°0′E / 70.600°S 165.000°E | القارة القطبية الجنوبية   | منطقة روس، المطالب الإقليمية بالقارة القطبية الجنوبية by نيوزيلندا                                                                                 |
| 74°34′S 165°0′E / 74.567°S 165.000°E | المحيط الجنوبي            | بحر روس |
| 77°54′S 165°0′E / 77.900°S 165.000°E | القارة القطبية الجنوبية   | منطقة روس، المطالب الإقليمية بالقارة القطبية الجنوبية by نيوزيلندا                                                                                 |